# Kjellerup Håndboldklub
Kjellerup Håndboldklub er en håndboldklub i Kjellerup i Midtjylland. Klubben blev blev oprettet i 1919 under navnet Levring IF efter den nærliggende by Levring, men skiftede navn til Kjellerup Håndboldklub i 2008. Klubben spiller i Kjellerup Hallen.